# Petr Měrka
Petr Měrka (* 5. června 1979 Vsetín) je český spisovatel, žijící ve Valašské Polance.

## Život
V roce 1998 absolvoval Petr Měrka Střední průmyslovou školu stavební ve Valašském Meziříčí. Poté začal studovat obor historie-muzeologie na Slezské univerzitě v Opavě. Brzy nato však odešel a několikrát se (neúspěšně) hlásil na FAMU, obor scenárista. Přibližně v této době byla u něj diagnostikována schizoafektivní porucha, kvůli níž byl v průběhu života několikrát hospitalizován.

## Vliv
Petr Měrka začal psát již v raném věku. Šlo především o básně pod vlivem Villona a Lermontova. V pozdějších letech byl  ovlivněn především Daniilem Charmsem, konkrétně jeho osobitým pojetím humoru, kterým neotřele demaskoval skutečnost. Dalším z podstatných vlivů byl P. K. Dick, který pomocí literatury definoval realitu s metafyzickým přesahem. Autorů, s nimiž Měrka našel spřízněnost, uplatňovanou i ve jeho vlastním stylu, je více. Z českých jsou to například Ladislav Klíma nebo Josef Váchal, známý svým Krvavým románem. Mezi cizojazyčnými autory jsou to ještě např. Boris Vian a Kurt Vonnegut jr.

## Dílo
Petr Měrka se na české literární scéně pohybuje již řadu let, například v periodikách, jako jsou A2, Babylon, H_aluze, Labyrint revue, Protimluv, Psí víno či Živel, kde se mimo jiné setkáváme i s autorovou komiksovou tvorbou. V roce 2007 vydal svou první sbírku povídek pod názvem Telekristus a Mentál, pro kterou navrhl obálku Pavel Brázda. V roce 2010 pak ve stejným nakladatelství (Agite/Fra) vyšla pohádkově laděná novela Fantasmagorie televize a ještě v témže roce také literární sborník (7edm), kde byl Měrka zastoupen třinácti krátkými texty.
Následovaly dva elektronické tituly: Perfektní idiot a Pickled Toddler (Sterilované batole) v českém originále Batole v lihu (Amazon 2012). Téhož roku vyšla i kniha Hitler se na vás usmívá. V současnosti[kdy?] Petr Měrka spolupracuje především s kreslířem Dávidem Marcinem.

## Stylizace
Signifikantními rysy Měrkova díla jsou jednoduchá syntaktická stavba a mísení lexikálních prvků ze všech vrstev jazyka, jejichž pomocí vytváří autor absurdní situace, kterými reflektuje soudobou podobu světa s velkým důrazem na sociální téma. Nejvíce se v dílech projevuje absurdní komika, ostrost, přímost, brutalita, či u Měrky velmi oblíbené vulgarismy, stylizace smrti, erotiky a rozkladu s maximálním důrazem na mentální společenskou špínu. Za pomocí ironie, černého humoru a nadsázky pak dokáže dokonale bořit společenská tabu. Tyto prvky pravděpodobně však nejvíce ovlivňují a rozdělují přijetí Měrkovy tvorby, která se nachází na hraně přijatelnosti mnohých čtenářů. Společně ovšem vytváří snadno identifikovatelný autorův styl, který je díky tomu nezaměnitelný.

### Vydané knihy
- Telekristus a Mentál (Agite/Fra, Praha 2007), ISBN 978-80-86603-42-1
- Fantasmagorie televize (Agite/Fra, Praha 2010), ISBN 978-80-8742-908-2
- 7edm literární sborník, (Theo/Pardubice, 2010), ISBN 978-80-904009-4-8
- Perfektní idiot (E-kniha 2012), ISBN 978-80-905466-1-5
- Hitler se na vás usmívá (Druhé město, Brno 2012), ISBN 978-80-7227-322-5
- Van Gogh 21. století (Malvern, 2016), ISBN 978-80-7530-036-2
- Víla Dita (Malvern, 2017), ISBN 978-80-7530-077-5
- Puberta a emoce (Malvern, 2018), ISBN 978-80-753-0133-8
- Realita šílenství (Malvern, 2019), ISBN 978-80-7530-199-4
- Jatka (Malvern, 2021), ISBN 978-80-7530-314-1
- To je v Plenkách (Malvern, 2022), ISBN 978-80-7530-392-9

## Překlady do polštiny
- Jestem egzaltowaną lentilką [Jsem afektovaná lentilka] (polsky, překlad: Elżbieta Zimna). (Fundacja Instytutu Reportażu 2015). Série Mariusze Szczygiela (Stehlík), str. 132. ISBN 978-83-942777-2-7